# Промисловий альпінізм
Промисловий альпінізм — спеціальна технологія виконання висотних робіт на промислових та інших об'єктах, при яких робоче місце досягається за допомогою підйому або спуску по  мотузці, або з використанням інших альпіністських методів просування і страховки. Технологія дозволяє працівникові отримати доступ до важкодоступних місць без використання риштування, люльок або підйомних механізмів.

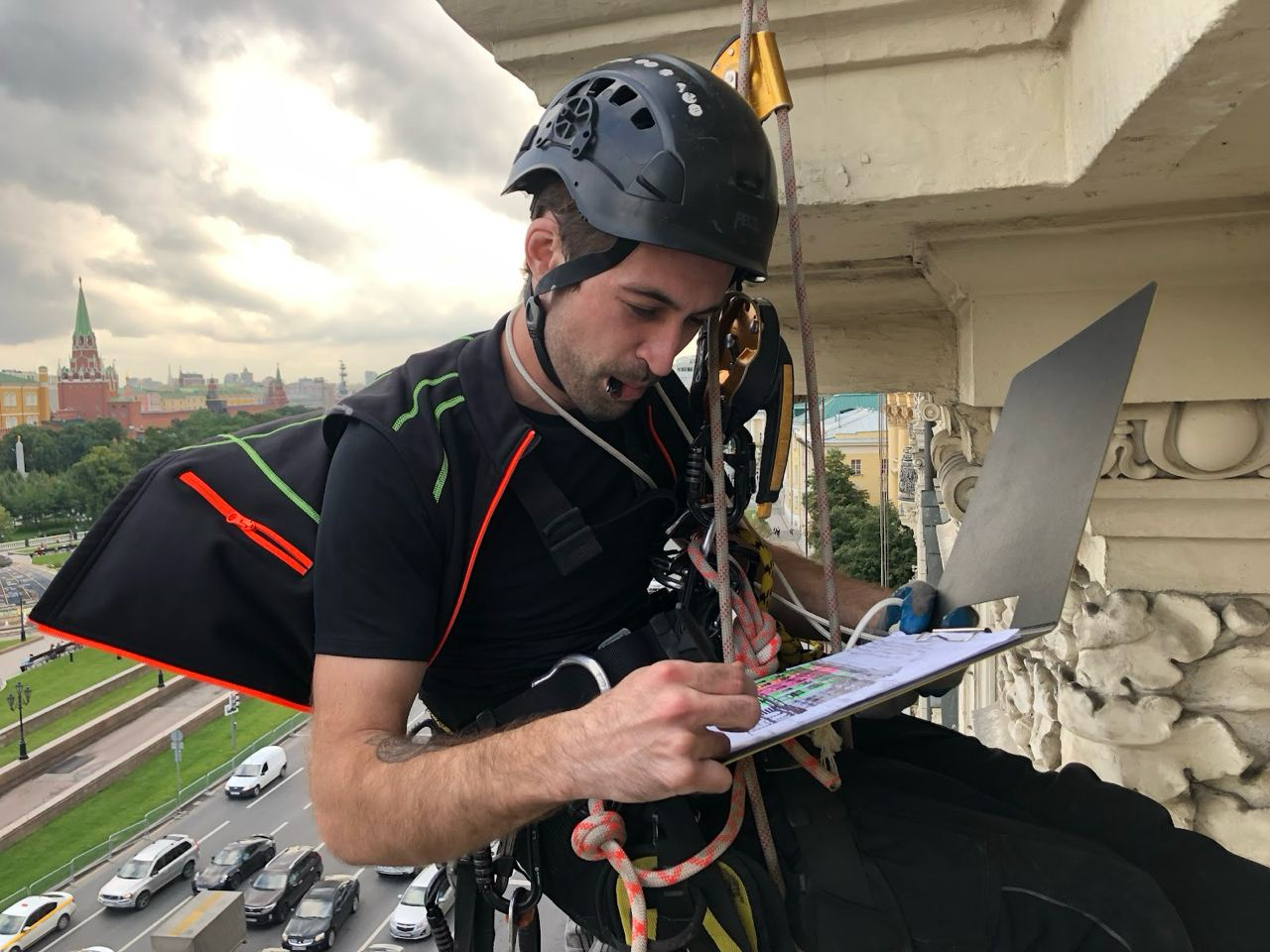

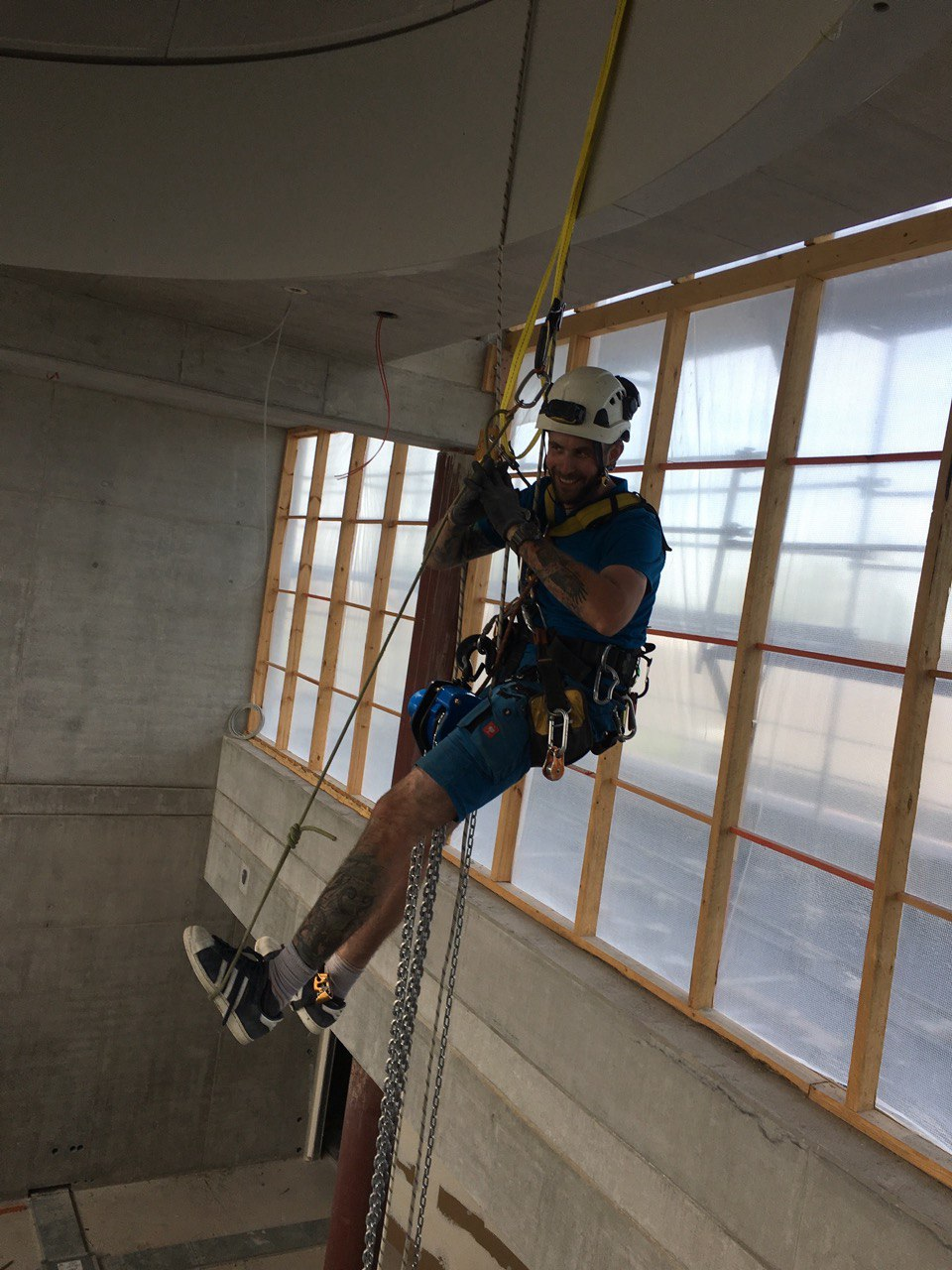
Промисловий альпініст

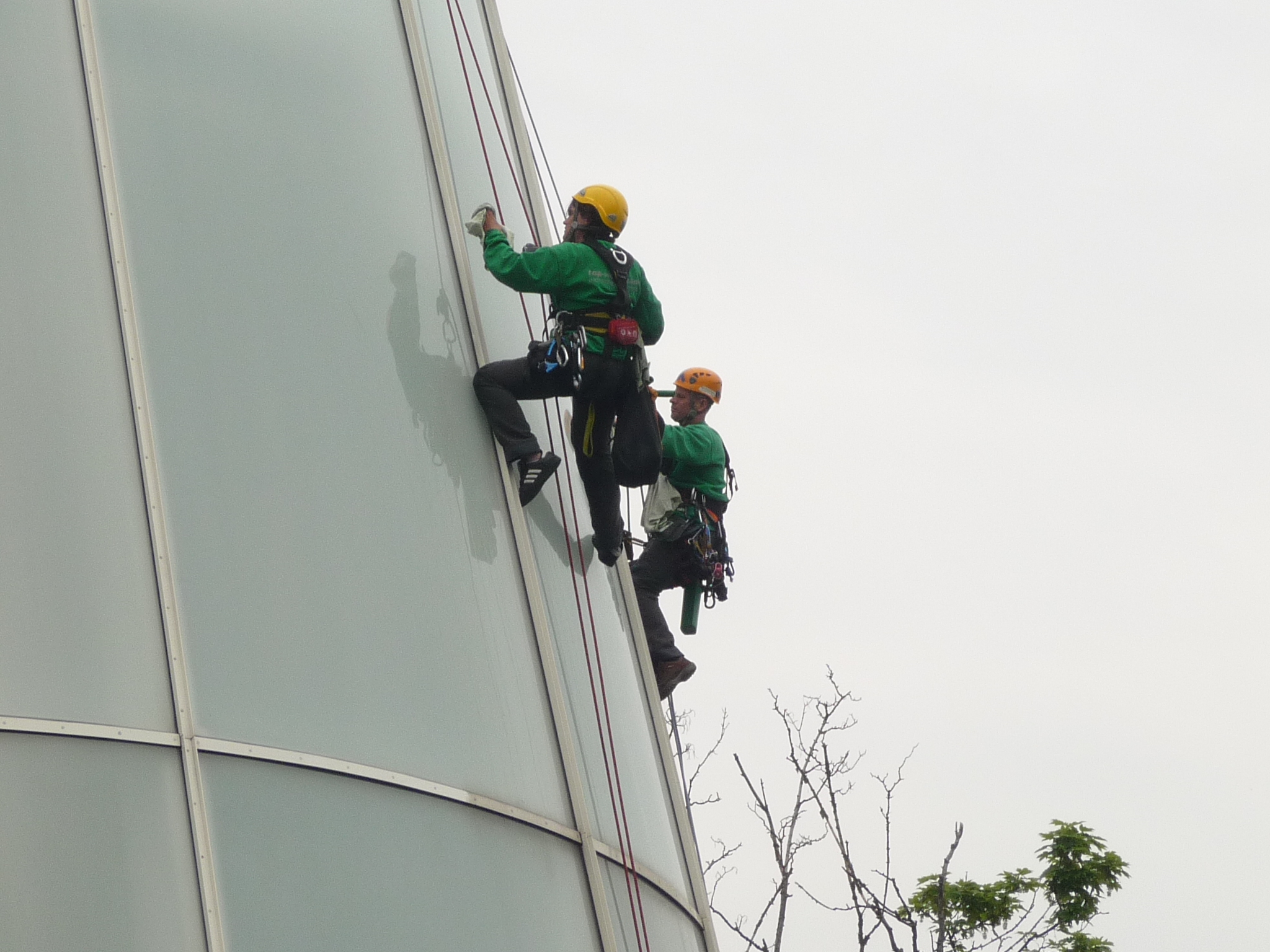
Промислові альпіністи на фасаді будівлі

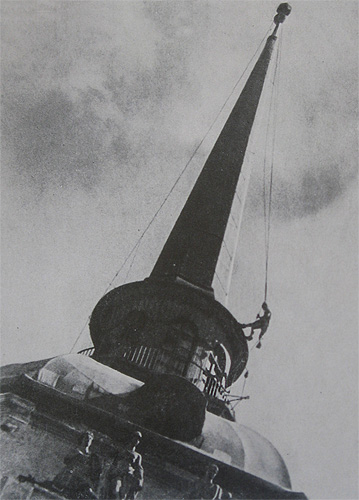
Адміралтейство. Зняття маскувального чохла зі шпиля. 1944 р.

Сфера застосування промислового альпінізму дуже широка, але в основному промислових альпіністів використовують у будівництві та роботах з миття фасадів і конструкцій.
Основні види робіт промислових альпіністів: навесні — миття вікон, очищення та миття фасадів, влітку — фасадні роботи (фарбування та ремонт фасадів), фарбування металоконструкцій (антенно-щоглових споруд), взимку — прибирання снігу і видалення  бурульок з дахів і всесезонно — монтажні роботи (монтаж веж і щогл стільникового зв'язку), герметизація міжпанельних стиків (швів).
Робота промислового альпініста незамінна не тільки при будівництві будинків. Звичайні фахівці, такі як муляр, мийник, маляр та ін., будуть даремні при роботі на висоті, в той час як промислові альпіністи виконають найрізноманітніші види зовнішніх робіт. Сьогодні вони задіяні при будівництві хмарочосів і висоток, при оздоблювальних роботах, при ремонті або підтриманні чистоти фасадів будівель. Дана робота вважається високооплачуваною, але з підвищеним ступенем небезпеки, тому для отримання даної спеціальності необхідно пройти спеціальну підготовку або перепідготовку.
Готують за професією промисловий альпініст в приватних і державних організаціях, при цьому програма завжди включає психологічну, професійну підготовку, техніку безпеки, різні нормативи і правила. До роботи не допускаються люди, які не отримали диплом державного зразка, не пройшли медкомісію і не ознайомилися з технікою безпеки.

## Історія
Промисловий альпінізм з'явився як класичний приклад інновації в будівельній індустрії. Перед зведенням Греблі Гувера (США) на початку 1930-х років виникла необхідність очищення і закріплення стін каньйону від рухомої скельної породи. Вода замерзаючи і відтаючи залишала глибокі тріщини і каверни в скелі. Це завдання виконали професійні гірники-шахтарі, що використовували одну мотузку і примітивне обладнання. Вони робили шурфи в скелі і закладали в них динаміт. Недостатня альпіністська підготовка, відсутність необхідного спорядження і недотримання техніки безпеки привели до великого числа жертв через падіння.
У СРСР вперше промисловий альпінізм застосовується під час  німецько-радянської війни. Альпініст Михайло Михайлович Бобров (нар. 1923. Герой Радянського Союзу) під час блокади Ленінграда в складі бригади альпіністів під керівництвом Ольги Опанасівни Фірсової брав участь в маскуванні золотих шпилів, позбавляючи фашистів можливості вести по них прицільний вогонь.
У 1970-х роках з'явилася сучасна альпіністська мотузка і надійне альпіністське спорядження. Свій сучасний вигляд і широке поширення промисловий альпінізм як технологія і як професія набув на початку 1980-х.
У книзі «Скалолазы: спорт и профессия» Л. М. Замятін пише про промисловий альпінізм, в тому числі в 1960-і роки на будівництві Токтогульскої ГЕС на річці Нарин. Альпіністи і навчені альпіністами працювали на багатьох об'єктах — у тому числі будували Саяно-Шушенську ГЕС.

## Переваги
- Відсутня необхідність монтажу риштування і використання підйомників.
- Істотно зменшується ризик пошкодження покриття фасаду.
- Промисловий альпінізм дозволяє працювати в обмежених умовах і важкодоступних місцях.
- Оперативність.
- Дозволяє заощадити на застосуванні автовишки.
- У випадку роботи на дуже великій висоті (телевежі, вітряні млини) або над водою (мости, греблі, віадуки) — промисловий альпінізм є єдиним можливим варіантом для проведення фарбувальних і реставраційних робіт.
- Не має обмежень по висоті.

## Ресурси Інтернету
- Промальп в США
- IRATA International — Industrial Rope Access Trade Association
- SPRAT — Society of Professional Rope Access Technicians

## Виноски
1. ↑  Особливості роботи на висоті.[неавторитетне джерело]
2. ↑   Промышленный альпинизм сегодня[неавторитетне джерело]
3. ↑  http://www.ropelink.com/images/Ropelink%%5Bнедоступне+посилання+з+липня+2019%5D 202003 % 20ASTM% 20Paper.pdf
4. ↑   Михаил Бобров вяжет ленточку на шпиль Петропавловки
5. ↑  Замятін Л. М. Скалолазы: спорт и профессия. Архів оригіналу за 26 січня 2010. Процитовано 13 червня 2014.
6. ↑  Замятин Л. М. Скалолазы: спорт і профессия. Архів оригіналу за 31 січня 2013. Процитовано 13 червня 2014.